# スパイクシューズ
スパイクシューズ（単にスパイクとも）とは、底面に突起をつけたり、金属製の部品を取り付けることによって滑り止めとし、地面を捉える力を強めた靴を意味する和製英語。

## スポーツにおけるスパイクシューズ
スポーツにおいては先に書いたように、地面とのグリップ性を高めることにより、競技能力を高めることを目的に使用される場合が多い。一般的には野球、サッカー、陸上競技などにおいて使用されることが知られており、バレーボールやハンドボールなど体育館のような地面が硬い場所で行われる競技の場合については前記の目的を達成することができないためにバスケットシューズなどに見られるように、ゴムなどのグリップ性能を生かしたシューズが見られる。また、スパイクシューズを使った競技でかつコンタクトスポーツの場合は接触プレーなどの際に危険が伴うこともある。
「スパイク」と略す場合もあるが、上述したように日本でしか通用しない和製英語で、英語のspikeは鋲や突起等を意味する単語で靴を指すことはない。英語ではこの種の靴に用いられる金具や靴そのもののことは一般に「クリート」と呼ばれる。

### 野球

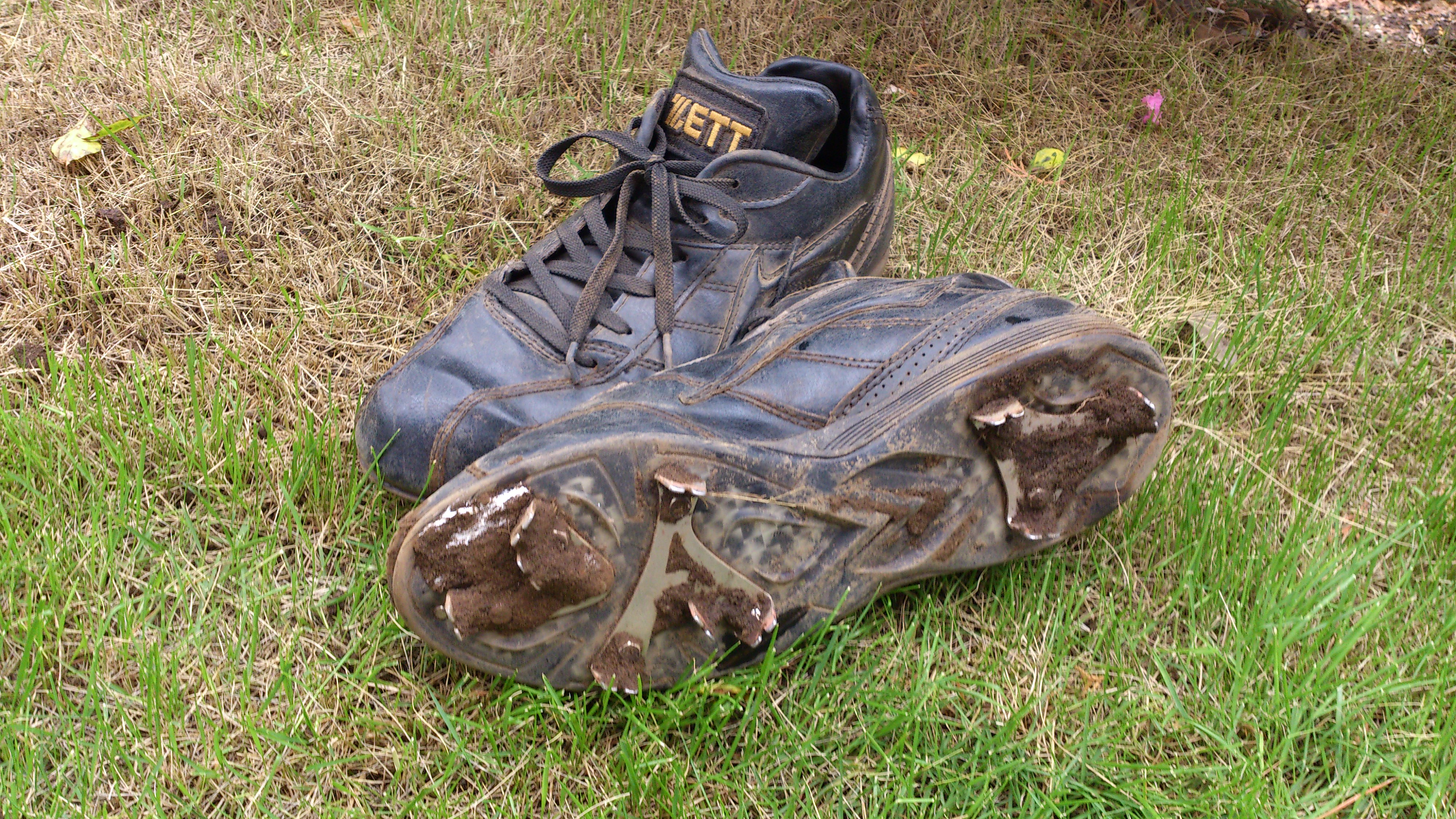
野球のスパイク

野球の試合ではプロ・アマチュアや硬式野球・軟式野球を問わずスタッド（“鋲”。形状は歯、爪、疣など）のあるスパイクを着用する。
アッパー（甲の部分）は天然皮革・合成皮革・合成樹脂などでつくられている。競技の特性上、スライディング・投球・打撃動作で地面との摩擦が多いため他の競技に使われるシューズと比較してアッパーの耐久性を重視した造りになっているものが多い。用途に応じて紐締めものと面ファスナー締めのものがある。大会規定等によるが、同色・同意匠のものをチーム全員で揃えるように求められることが少なくない（これは帽子から靴に至るまでユニフォームの一部であることに由来する）。他にも高校野球ではラインの部分を含めてアッパーは黒一色であることが義務付けられていた。しかし、2019年に規定が改定され、熱中症対策として白色が解禁された。これまでスパイクの色が黒であった理由は分かっていないが、技術が未発達で開発できなかったことやアメリカから伝わった際に使用していたスパイクが元々黒色であったなど諸説がある。しかし現在でも光沢のあるエナメル素材は不可と規定されている。
ソールには金属スタッドシューズ、合成樹脂スタッドスパイクシューズ、合成樹脂マルチパーパススタッドシューズなどが主な種類として存在しており、グラウンド状況・グラウンド規定・大会規定・所属団体などによって使い分ける。
金属スタッドスパイクシューズは主に鋼材やチタン製の歯をソール面に配置した、最も伝統的な野球用スパイクシューズの形である。主に土や天然芝のグラウンドで強いグリップ力が発揮される。人工芝のグラウンドでは金属製の歯が地面をとらえにくいため滑りやすい（いわゆる“宇野ヘディング事件”はこれが原因で起きたと当の宇野勝は主張している）。日本製の金属スタッドスパイクシューズではスタッドを交換できるものが多く、樹脂製の交換用スタッドをオプションとして用意しているものも多数存在する。グリップ力を改善するため近年では9本歯・11本歯など歯の数を単に増やすだけではなく、スタッドの配置形状を各メーカーが独自に研究をしていてプレースタイルに応じて様々な形状のものが販売されている。 スタッドを接合するソールには合成樹脂と天然皮革を使用したものが存在する。高校野球では天然皮革製ソールが多く使用され、プロ野球では軽量な合成樹脂製ソールが多く使用される傾向がある。北米ではレベルを問わずほぼ合成樹脂製ソールのものが使われている。ソールとスタッドの接合には釘打ち留め・リベット留め・ねじ留め・交換不能な直付け埋め込み式があり、方式によって摩耗したスタッドの交換方法が異なる（ねじ留めなら自分で交換出来るが、釘やリベットの場合はメーカーのメンテナンス担当に送らなければならない。直付け埋め込みの場合は靴ごとお役御免となる）。
合成樹脂マルチパーパススタッドシューズは弾力があって滑りにくい硬質ゴム素材でつくられたイボ状のスタッドでソール全面が覆われており、人工芝で強いグリップ力を発揮する。天然芝ではある程度のグリップ力を持つが、土のグラウンドでは土がスタッドの間につまりやすく滑りやすい。またトレーニングシューズやアップシューズとも呼ばれ、軽めの練習用シューズとしても使われる。プロ野球や高校野球などではよりパフォーマンスを追求する目的で、上記の金属スタッドのものと守備と攻撃で履き替えながら使用することがある。そのためアッパーが紐締めではなく脱着の容易な面ファスナーでつくられているものが多い。これは人工芝の野球場でも打席、マウンド、ベース周辺は土に似たアンツーカーでつくられていることがほとんどであるため（ダートサークルという）、攻撃時に金属スタッドスパイク、守備時には人工芝用のマルチパーパススタッドシューズとすることによりグラウンドの特性に細かく適応するためである。
合成樹脂スタッドスパイクシューズは硬質なプラスティックなどでつくられている。土・天然芝・人工芝のどれでも対応できる万能性があり、重量も金属スタッドのものに比べて軽く、クッション性も考慮されており体に負担がかかりにくいという利点がある。土や天然芝のグラウンドでは金属スタッドのスパイクシューズと比較するとグリップ力が劣る。

### 陸上競技

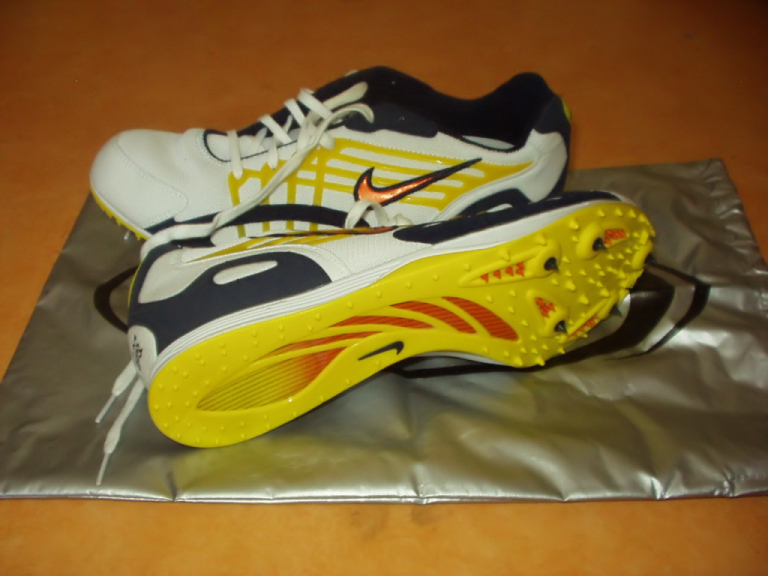
陸上競技用スパイクシューズ

陸上競技においては、ロードレースやハンマー投などの一部の種目を除いて一般的に使用されており、交換可能な金属製の部品（ピン）を、種目・競技場の特性・天候などによって使い分ける。
競技場の特性によってピンが決められる例としては、全天候トラックの場合はポリウレタンや合成ゴムといったトラックの材質の特性上、先端が尖っていない平行ピンが使われ、アンツーカーの競技場や一般的な土の運動場など土トラックの場合は先端が尖っている画鋲のようなピンが使われる。
多くの競技場ではピンについての規制があるために注意が必要である。また、金属製ピンについてはメーカーによって基準が違うために互換性は無いに等しい。つまりa社製の靴にb社製のピンを付ける事は出来ない。

### ゴルフ

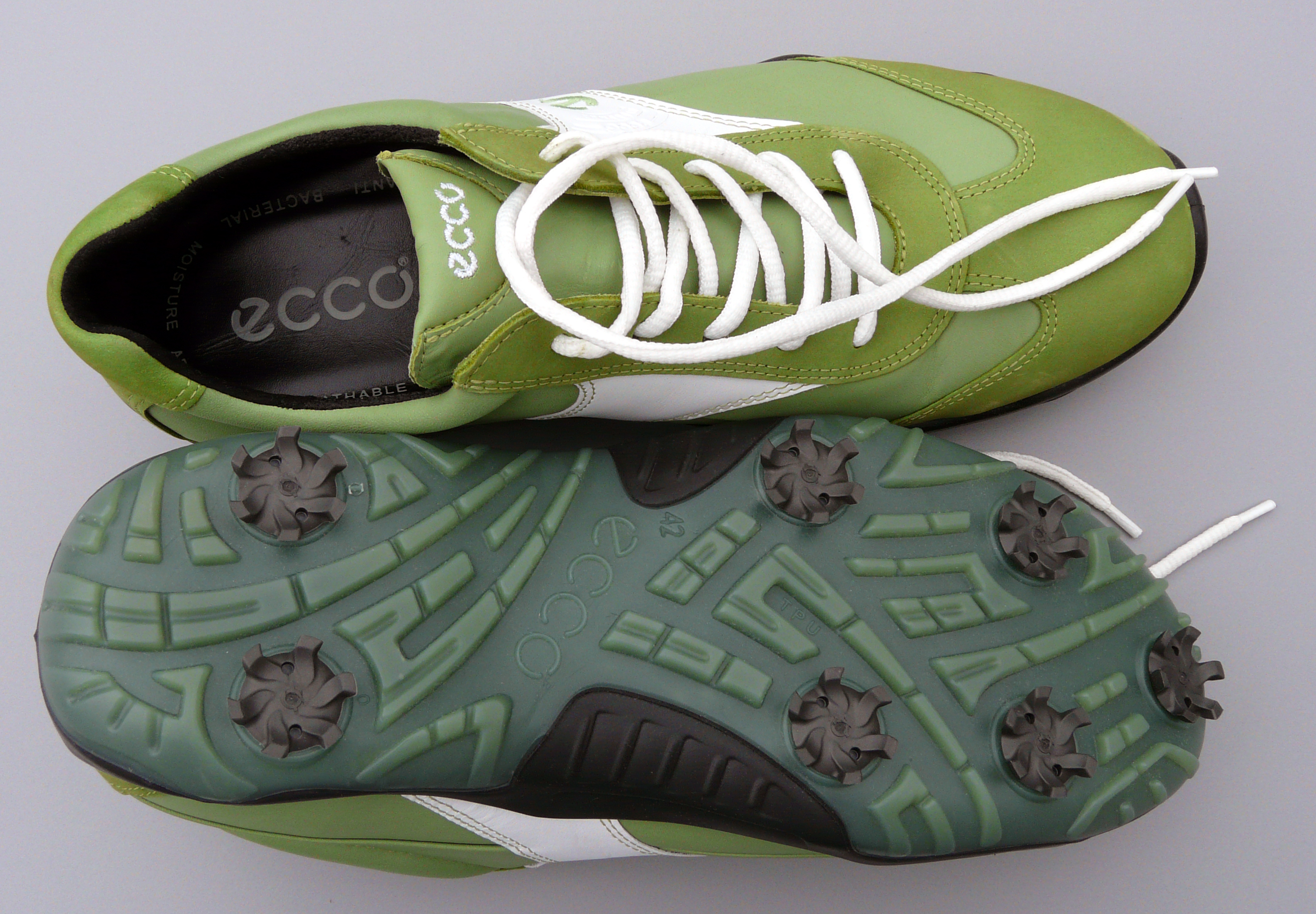
ゴルフ用スパイクシューズ、ソフトタイプ

ゴルフコースをラウンドするための専用の靴で、多くは底にスパイク（鋲）が取り付けられている。近年、グリーン上の芝を保護するために樹脂製のソフトスパイクまたはスパイクレスのシューズしか使用できないコースが増えている。

### サッカー

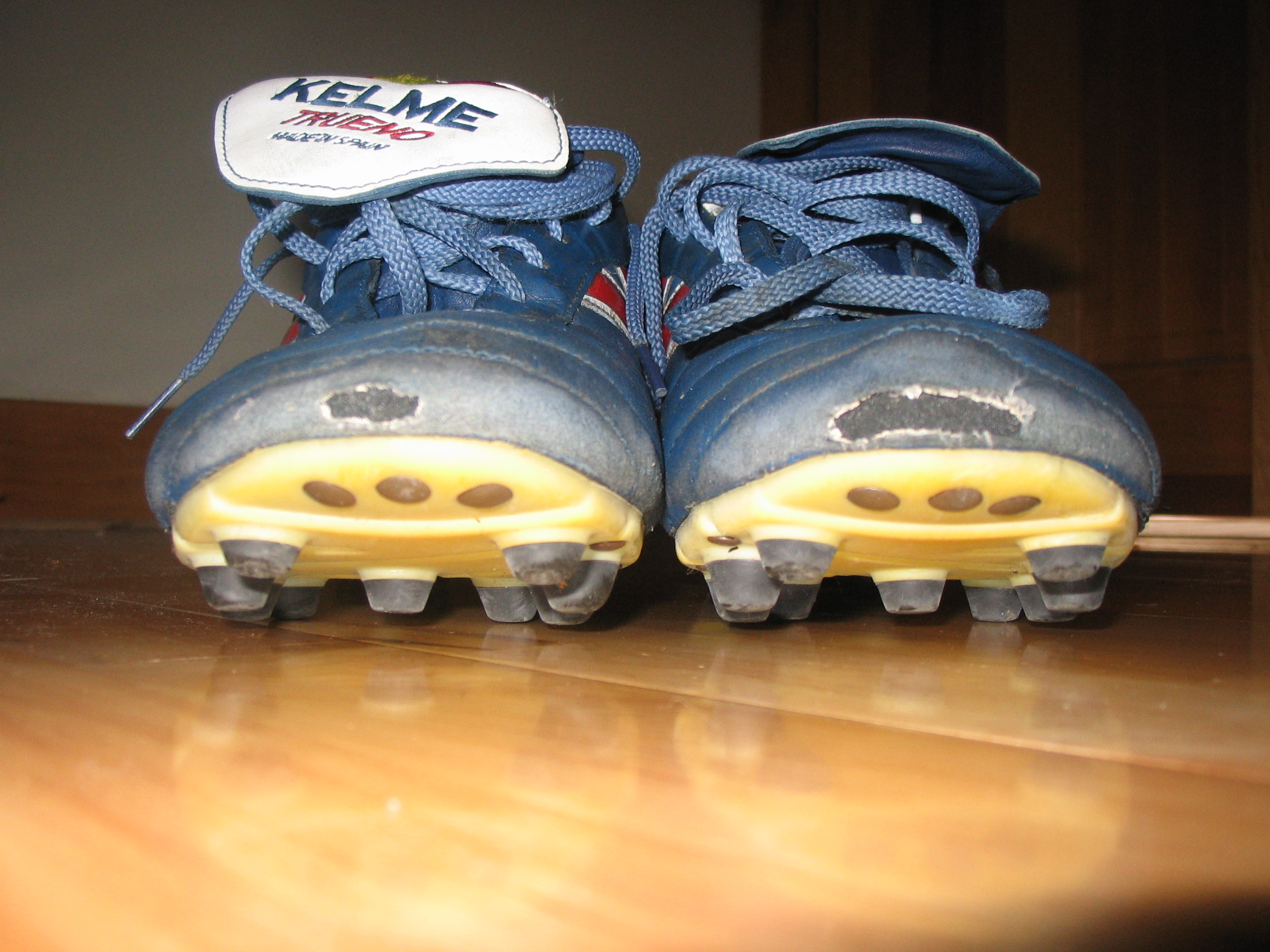
サッカー用スパイクシューズ

サッカーでは試合、練習、また練習でもボールを扱う練習、扱わない（いわゆるフィジカルトレーニング）によってスパイク、トレーニングシューズ、ランニングシューズと使い分けることが多い。ただ、使い分けると3足必要になるわけで、実践するのはプロサッカー選手などに限られる。サッカーのスパイクは分類が細かく、スタッドの固定方法、アッパーの種類等で分けられる。ここではソール（靴底）とアッパー（甲の部分）に分けて表記する。

#### ソール
スタッドがあらかじめ固定されているものとソールに雌ネジを埋め込み、同じく雄ネジをスタッドに埋め込んだものを後から取り付ける取替え可能なものがある。
スタッド固定型
素材は樹脂が一般的で、磨耗耐久性に優れたものが多い。ジュニア用として突き上げ（シューズが地面に接地した時に地面から返ってくる力）を軽減するゴムを使用することもある。本数は13～15本が一般的で、最もよく使われているタイプである。
円柱形、刃形など形状もメーカーによって変わるが、取替え型より突き上げを軽減し、軽く作れるという利点がある。ただ、軟弱なグラウンドでは滑ってしまうこともある。
スタッド取替え型
ソールに雌ネジが埋め込んであり、そこに雄ネジが切られたスタッドを捻じ込んで使う。固定型より本数がかなりすくない。
スタッドを受ける側の靴底には剛性に優れた（要するにしっかりとした）ナイロンなどが使われる。これはスタッドの本数が取替え型は6～8本と少なく、スタッド同士の間隔が広いため、剛性に優れたものでないとその広い間隔で落ち込んでしまうこともあるためである。
スタッドはナイロンなどの樹脂、アルミや鉄などの金属等種類は多いが、一般には樹脂製のものが多い。ただ、樹脂製のスタッドは土等の硬いグラウンドでは消耗が早く、ランニングコストがかかる。
本数が少ないため、雨が降った後の土等すべりやすいグラウンドでもしっかりグリップが効くので、主にゴールキーパーやディフェンダー等肝心な場面で滑っては困るポジションの選手が使用することが多い。

#### アッパー
ボールを「蹴る」「足で扱う」というスポーツのため、ボールが直接触れる甲の部分であるアッパー、シュータン（ベロとも言われる）は非常に重要視される。大まかに分ければ天然皮革と人工皮革と分かれる。ここではよく使用される3種類について表記する。
カンガルー革
薄く、しなやかで丈夫、軽いといった特徴があるため、長らく使用されている素材である。サッカーシューズに最適の素材とも言われ天然皮革シューズでも高価格の部類に入る。カンガルー革は履いて使っているうちに革自体が伸びて、足の形になっていく。使っていくうちに徐々に伸びていくので始めは少しきつくても長く使っていくうちにピッタリあったシューズとなる。ただし、天然皮革はどれにもいえることだが湿気に弱い。防水、撥水加工をしていない革では雨の日に使うと革が傷んでしまうこともある。逆に水を吸った革を乾燥させすぎると縮んでしまうこともあるので、雨にぬれた場合は陰干しするのが一般的である。
牛革
厚くカンガルー革よりも丈夫で、素材自体もカンガルー革より安いため、カンガルー革と同じくらい使用される。最もよく使われるのはステアといわれる素材で、厚みがあり、キメも少し荒いが供給も価格も安定している。他のカーフやキップといわれる素材はどちらかと言えば礼装かビジネス用途等に使用されるのでサッカーシューズに使用されるのは稀だが、キメ細かく、ステアより薄いので品質はステアより上である。
人工革
不織布にポリウレタン樹脂をしみこませ、表面もポリウレタン樹脂でコーティングしたもの。軽く丈夫で耐水性もあり、手入れが簡単と長所は多い。その一方、天然革に比べしなやかさや通気性等細かなところで劣るところもあり、一概にどちらがいいかとは決められず、個人の好みもある。本革に比べて「安物」というイメージもあったようだが、現在の人工革は天然のものにも劣らないものも出てきており、安物とは呼べない品質のものも多い。

## スポーツ用スパイクシューズの主なメーカー
- アシックス
- ミズノ
- ナイキ
- アディダス
- プーマ
- ZETT
- SSK